# Débora, la mujer que desnudó a Colombia
Débora, la mujer que desnudó a Colombia es una miniserie colombiana producida por el canal regional Teleantioquia escrita por Andrés Salgado. Está protagonizada por Patricia Castañeda, Sara Ortega, Natalia Betancurt y Sebastián Boscán y se basa en la vida de la pintora colombiana Débora Arango. Su emisión inició el 20 de marzo de 2018 en el horario de las 20:05.

## Reparto
- Patricia Castañeda es Débora
- Sara Ortega es Débora joven
- David Espinal es Pedro Nel Gómez
- Natalia Betancurt es Lucy
- Sebastián Boscán es Rodrigo
- Julia Marín es Catalina
- Silvia Mena es Anselma
- Alejandra Will es Elvira
- Sebastián Boscán es Rodrigo

## Premios y nominaciones

### Premios India Catalina
| Año  | Categoría                                                   | Nominado(a)                           | Resultado |
| ---- | ----------------------------------------------------------- | ------------------------------------- | --------- |
| 2019 | Mejor telenovela o serie                                    | Mejor telenovela o serie              | Nominada  |
| 2019 | Mejor producción favorita del público                       | Mejor producción favorita del público | Nominada  |
| 2019 | Mejor actriz protagónica de telenovela o serie              | Patricia Castañeda                    | Ganadora  |
| 2019 | Mejor talento favorito del público                          | Patricia Castañeda                    | Nominada  |
| 2019 | Mejor actriz de reparto de telenovela o serie               | Carmenza Cossio                       | Nominada  |
| 2019 | Mejor actor de reparto de telenovela o serie                | Lucho Velasco                         | Nominado  |
| 2019 | Mejor revelación del año de telenovela o serie              | Sara Ortega                           | Nominada  |
| 2019 | Mejor talento infantil de la industria audiovisual nacional | Sara Ortega                           | Nominada  |
| 2019 | Mejor director de telenovela o serie                        | Rodolfo Hoyos                         | Nominado  |
| 2019 | Mejor libreto de telenovela o serie (original o adaptación) | Andrés Salgado                        | Nominado  |
| 2019 | Mejor director de arte                                      | Diego Chalarcá                        | Nominado  |
| 2019 | Mejor fotógrafo                                             | Tyron Gallego                         | Nominado  |